# 王瑤 (嘉靖進士)
王瑤（16世紀—16世紀），山東東昌府高唐州人，明朝政治人物。

## 生平
王瑤是正德十四年（1519年）的舉人，嘉靖五年（1526年）成進士，獲授內鄉知縣，轉任大興、藁城兩縣。其後入朝擔任戶部主事、郎中，擢升為山西按察司僉事，因父母年老請求乞養，多次獲薦起用都推辭。

## 引用
1. 1 2  光緒《高唐州志·卷五·人物傳》：嘉靖五年丙戌科（進士） 王瑤 河南內鄉知縣，厯大興、藁城二縣，遷戶部主事，轉郎中，擢山西按察司僉事，親老乞養，屢薦不起。 舊志……（正德）十四年己卯科（舉人） 王瑤 見進士